# Puerto Baquerizo Moreno
Puerto Baquerizo Moreno är den administrativa huvudorten i provinsen Galápagos i Ecuador. Den ligger på Galápagosön San Cristóbal  och är med cirka 6 500 invånare Galápagosöarnas näst största ort efter Puerto Ayora. 